# Stephansposching
Stephansposching è un comune tedesco di 3 061 abitanti, situato nel land della Baviera.
Nella frazione di Steinkirchen vi sono i resti di un antico castrum romano; dalla medesima transita la via ciclabile per Passau, detta Via Danubia.